# 馬爾塔湖

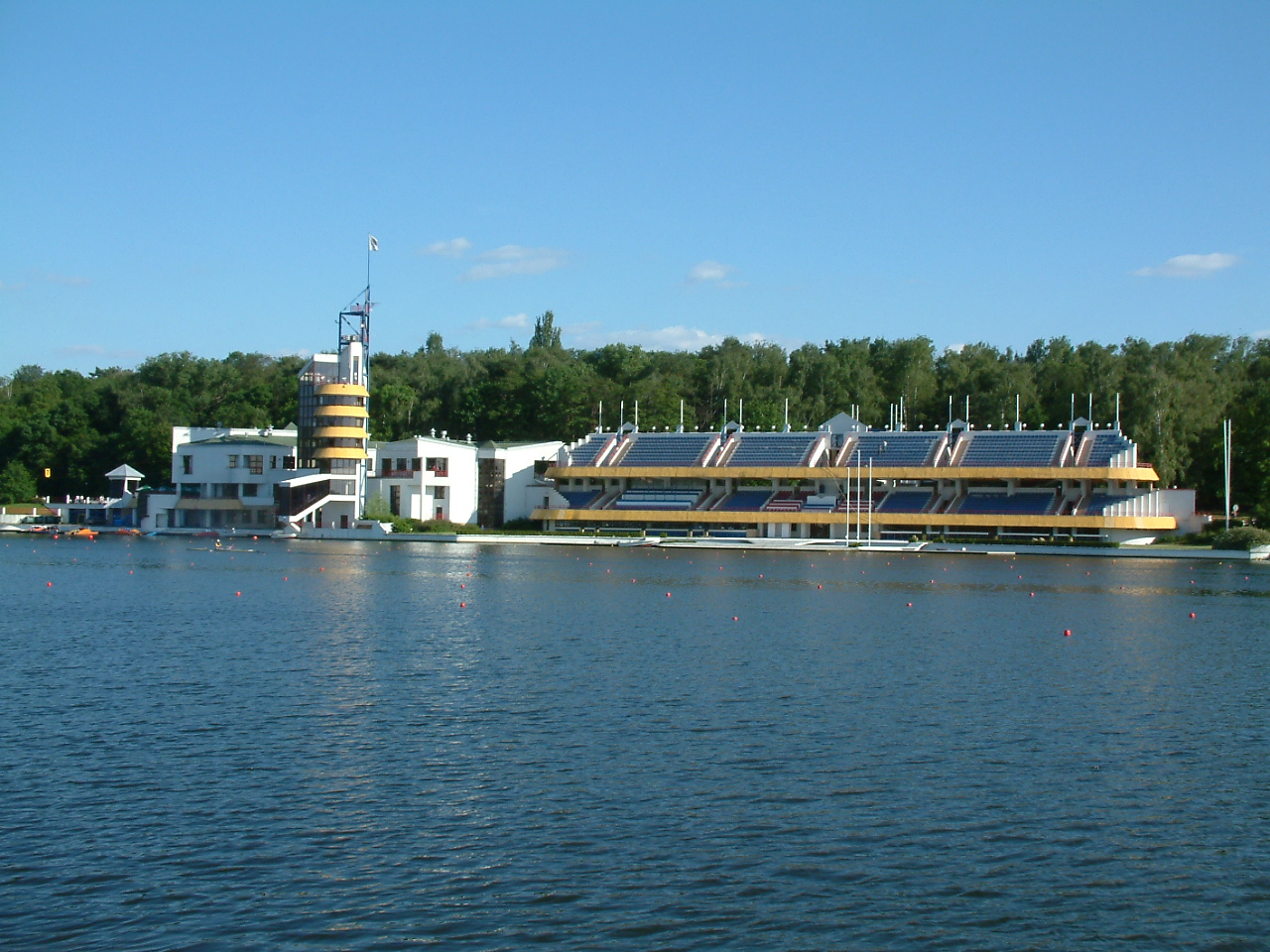

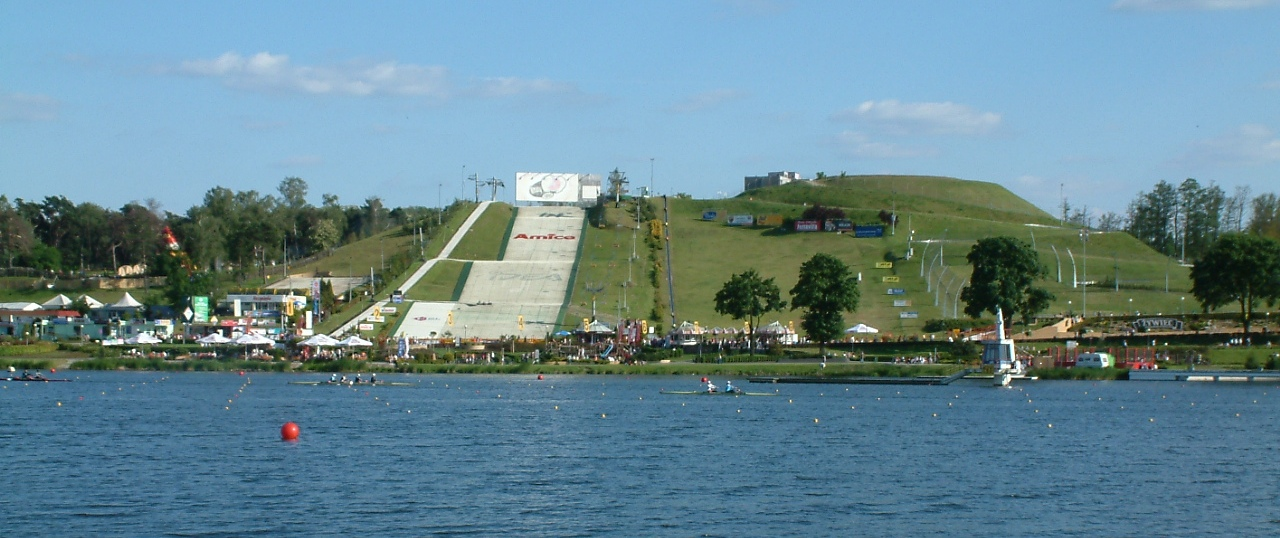

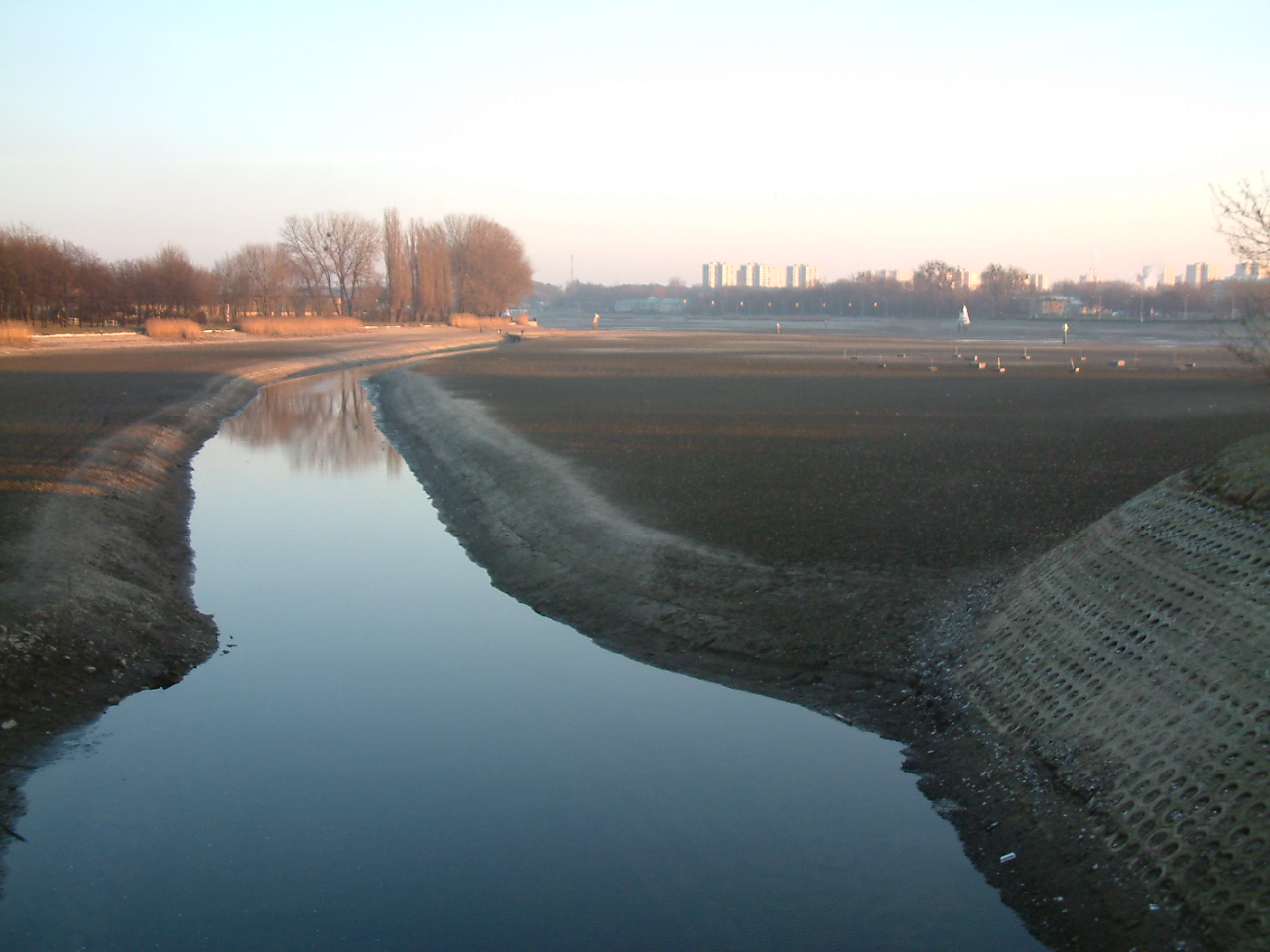

52°24′9″N 16°58′15″E / 52.40250°N 16.97083°E
馬爾塔湖（波蘭語：Jezioro Maltańskie）是波蘭的人工湖泊，位於該國中西部大波蘭省，處於波茲南，落成於1952年，長2.2公里、寬0.5公里，面積0.6平方公里，平均水深3.1米，最大水深5米。